# Зайцев, Дмитрий Евгеньевич
Дмитрий Евгеньевич Зайцев (бел. Дзмітрый Яўгенавіч Зайцаў; род. 26 марта 1940, Минск) — советский и белорусский кинорежиссёр, сценарист, продюсер и оператор. Заслуженный деятель искусств Белорусской ССР (1981). Лауреат Государственной премии СССР (1985) и Государственной премии Республики Беларусь (1996).

## Биография
Родился 26 марта 1940 года в Минске. В 1969 году окончил операторский факультет ВГИКа.
Ведущий оператор киностудии «Беларусьфильм».
Свою карьеру в кино начинал как оператор.

## Фильмография

### Режиссёр
- 1979 — День возвращения
- 1988 — Все кого-то любят…
- 1990 — Франка — жена Хама
- 1992 — Свободная зона
- 1993 — Гладиатор по найму
- 1994 — Цветы провинции
- 2003 — Между жизнью и смертью
- 2006 — Письмо Феллини
- 2008 — Стая

### Сценарист
- 1994 — Цветы провинции
- 2008 — Стая

### Продюсер
- 2008 — Превратности судьбы
- 2008 — Стая

### Оператор
- 1968 — Иван Макарович
- 1968 — Шаги по земле
- 1970 — Смятение
- 1970 — Счастливый человек
- 1971 — Рудобельская республика
- 1973 — Большой трамплин
- 1974 — Время её сыновей
- 1975 — Время-не-ждёт
- 1977 — Воскресная ночь
- 1977 — Чёрная берёза
- 1979 — День возвращения
- 1981 — Люди на болоте
- 1982 — Дыхание грозы
- 1984 — Меньший среди братьев
- 1987 — Воскресные прогулки
- 2006 — Письмо Феллини

## Призы и награды
- 1970 — Премия Ленинского комсомола БССР за фильм «Иван Макарович».
- 1981 — Заслуженный деятель искусств Белорусской ССР.
- 1984 — Государственная премия СССР.
- 1996 — Государственная премия Республики Беларусь
- 2007 — Приз «Лучшая операторская работа» на кинофестивале «Бригантина» за фильм «Письмо Феллини»